# Reino Unido e as Nações Unidas
O Reino Unido é membro fundador da Organização das Nações Unidas e um dos cinco membros permanentes de seu Conselho de Segurança. O Reino Unido figura como o quinto maior contribuinte financeiro da organização, tendo provido em torno de 5% do orçamento anual e mais de 6% do orçamento voltada para as operações de paz em 2015. O inglês britânico é uma das línguas oficiais da ONU e o país sedia a Organização Marítima Internacional, uma das agências especializadas, em Londres.
O Reino Unido mantém missões permanentes às Nações Unidas, nos escritórios de Nova Iorque, Genebra e Viena. Estas missões diplomáticas representam os interesses e posicionamentos do governo britânico com relação aos órgãos das Nações Unidas e outros Estados-membros.

## História

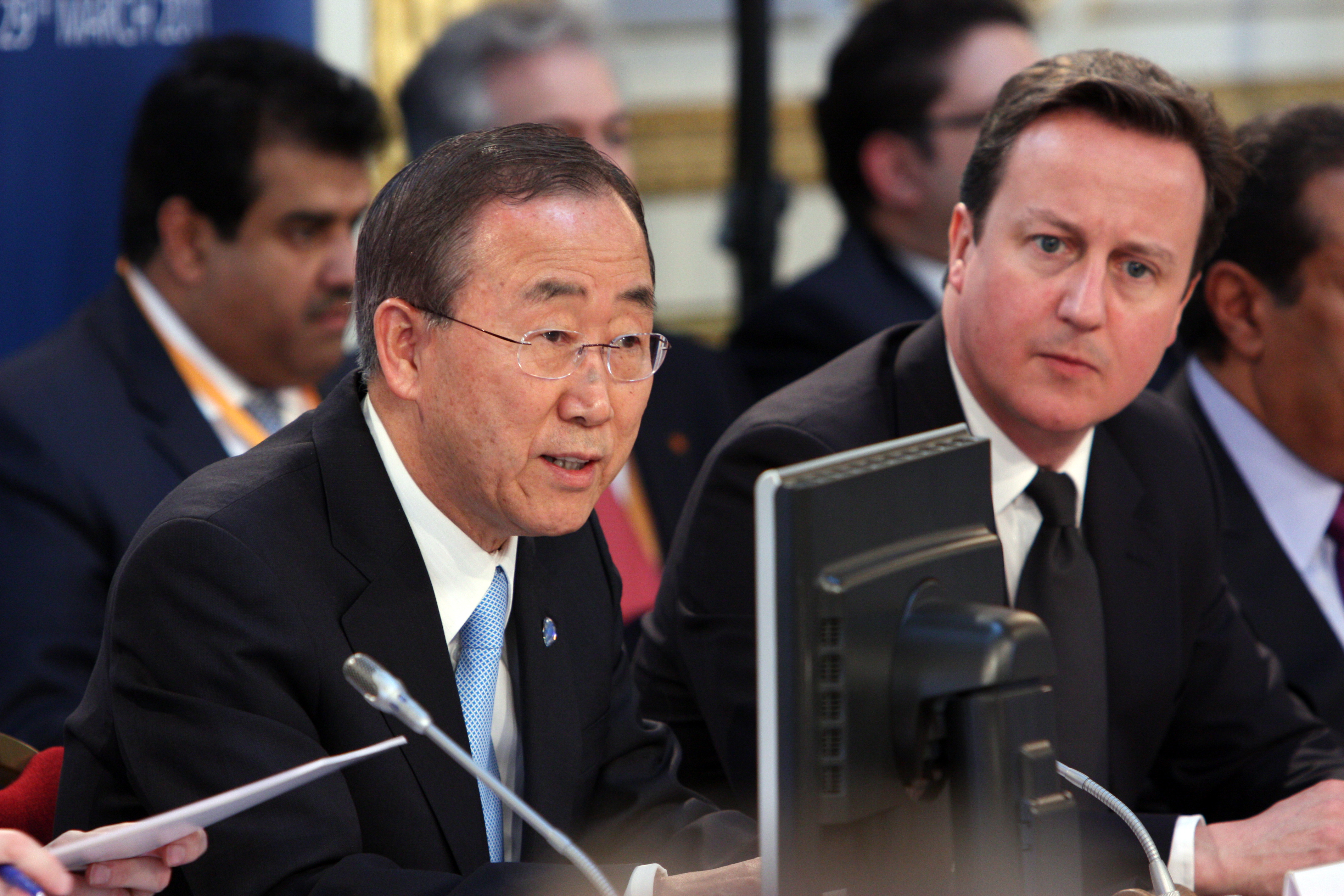
O Secretário-geral Ban Ki-moon e o Primeiro-ministro britânico David Cameron durante a "Conferência de Londres sobre a Líbia", março de 2011.

Em 12 de junho de 1941, representantes de Reino Unido, Canadá, Austrália, Nova Zelândia e África do Sul, e dos governos exilados da Bélgica, Checoslováquia, Grécia, Luxemburgo, Países Baixos, Noruega, Polônia e Iugoslávia, assim como o General Charles de Gaulle da França, reuniram-se em Londres e assinaram a "Declaração do Palácio de St. James". Esta foi a primeira de seis conferências que culminaram na criação das Nações Unidas e subsequentemente da Carta das Nações Unidas.
Após a publicação da Carta do Atlântico, em agosto de 1941 pelo Primeiro-ministro britânico Winston Churchill e o Presidente estadunidense Franklin Roosevelt, Churchill visitou oficialmente a Casa Branca. Durante a visita, o nome "Nações Unidas" foi sugerido por Roosevelt em referência aos Aliados da Segunda Guerra Mundial. Churchill aceitou a ideia, reforçando que o termo havia sido usado por Lord Byron em A Peregrinação de Childe Harold, um poema acerca dos aliados durante a Batalha de Waterloo.
O nome acabou por ser título da "Declaração das Nações Unidas", de 1942. O termo "Quatro Policiais" também acabou sendo popularizado para referir-se às quatro grandes potências Aliadas (Estados Unidos, Reino Unido, União Soviética e República da China). O termo "Nações Unidas" foi utilizado oficialmente quando 26 governantes assinaram a Declaração em janeiro de 1942.

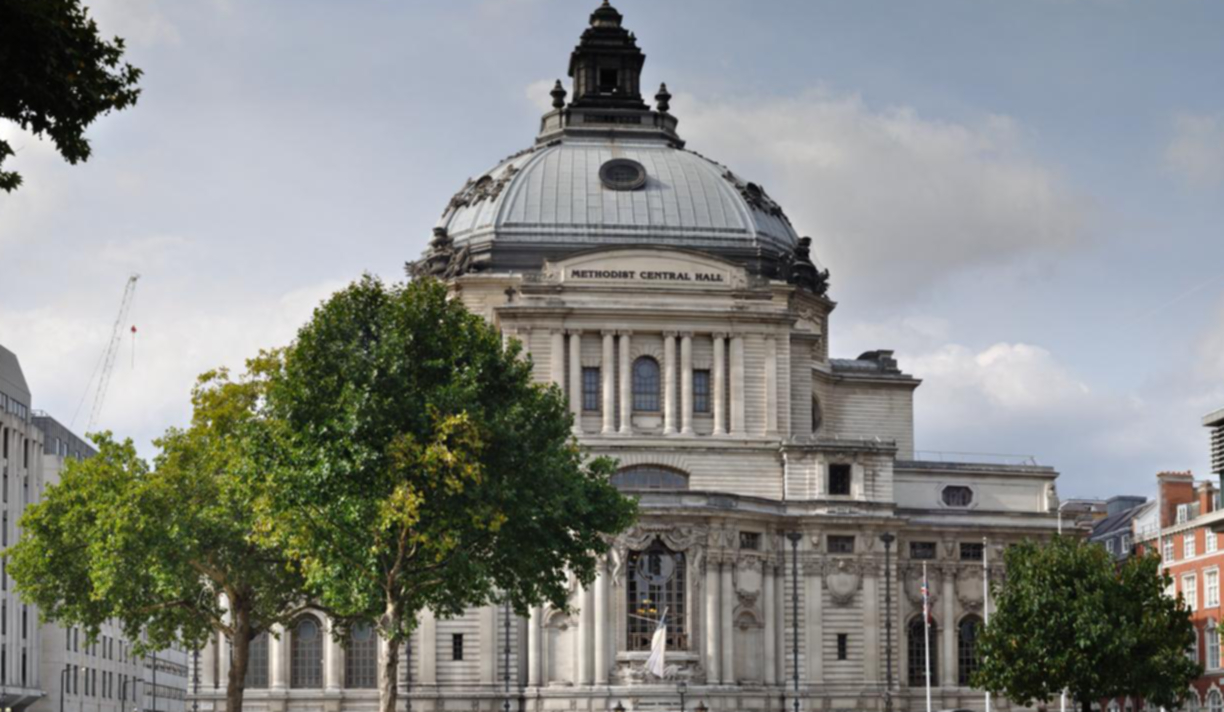
Westminster Central Hall, sede da primeira reunião da Assembleia Geral das Nações Unidas em 1946.

Após meses de planejamento, a Conferência das Nações Unidas sobre Organização Internacional foi aberta em San Francisco em abril de 1945, com a participação de 50 governos e várias organizações não-governamentais envolvidas na redação da Carta das Nações Unidas. Os chefes das delegações dos quatro países que promoveram o evento (Estados Unidos, Reino Unido, União Soviética e China) convidaram as outras nações a participar e se revezaram na presidência das reuniões plenárias começando com Anthony Eden, Primeiro-ministro da Grã-Bretanha. Nas reuniões posteriores, Lorde Halifax substituiu Eden. As Nações Unida passaram a existir oficialmente em 24 de outubro de 1945 após a ratificação da Carta pelos cinco Membros permanentes do Conselho de Segurança - Estados Unidos, Reino Unido, França, União Soviética e República da China - e pela maioria dos outros 46 Estados-membros signatários. Gladwyn Jebb serviu como Secretário-geral interino de 24 de outubro de 1945 a 2 de fevereiro de 1946, quando Trygve Lie foi eleito oficialmente para o cargo. 
As primeiras reuniões da Assembleia Geral das Nações Unidas e do Conselho de Segurança ocorreram em Londres a partir de janeiro de 1946. A Assembleia Geral reuniu-se no Westminster Central Hall e o Conselho de Segurança reuniu-se na Church House, Westminster.
O Reino Unido também trabalhou em estreita colaboração com os Estados Unidos para estabelecer o Fundo Monetário Internacional, o Banco Mundial e a Organização do Tratado do Atlântico Norte.

## Atuação no Conselho de Segurança
O Reino Unido fez uso de seu poder de veto no Conselho de Segurança das Nações Unidas em 32 ocasiões. A primeira foi em outubro de 1956, quando o país juntamente com a França, vetaram um comunicado do governo estadunidense sobre a Palestina. A ocasião mais recente foi em dezembro de 1989, quando o Reino Unido, juntamente com França e Estados Unidos, vetaram uma resolução que condenava a Invasão do Panamá.
Juntamente com a França, o Reino Unido vetou uma resolução sobre a Crise do Suez em 1956. Eventualmente, ambos os países retiraram seu veto após os Estados Unidos convocarem uma "sessão especial emergencial" na Assembleia Geral, sob os termos da resolução de número 377, mais conhecida como "Unir pela Paz". O Reino Unido também usou seu poder de veto sete vez com relação à Rodésia, entre 1963 e 1973.

## Modernização e reforma
O Reino Unido declara seu apoio à modernização das Nações Unidas e à reforma de seu Conselho de Segurança. De acordo com uma declaração formal feita conjuntamente com França em 2008:
| “ | A reforma do Conselho de Segurança, tanto a sua expansão como a melhoria dos seus métodos de funcionamento, devem, portanto, ser bem sucedidas. Reafirmamos o apoio dos nossos dois países às candidaturas de Alemanha, Brasil, Índia e Japão como Membros Permanentes, bem como à uma representação permanente da África no Conselho. Trabalharemos com todos os nossos parceiros para definir os parâmetros dessa reforma. A reforma do Conselho de Segurança exige um compromisso político dos estados membros ao mais alto nível. Trabalharemos nesse sentido nos próximos meses com o objetivo de alcançar uma reforma efetiva. | ” |

## Operações militares e manutenção da paz

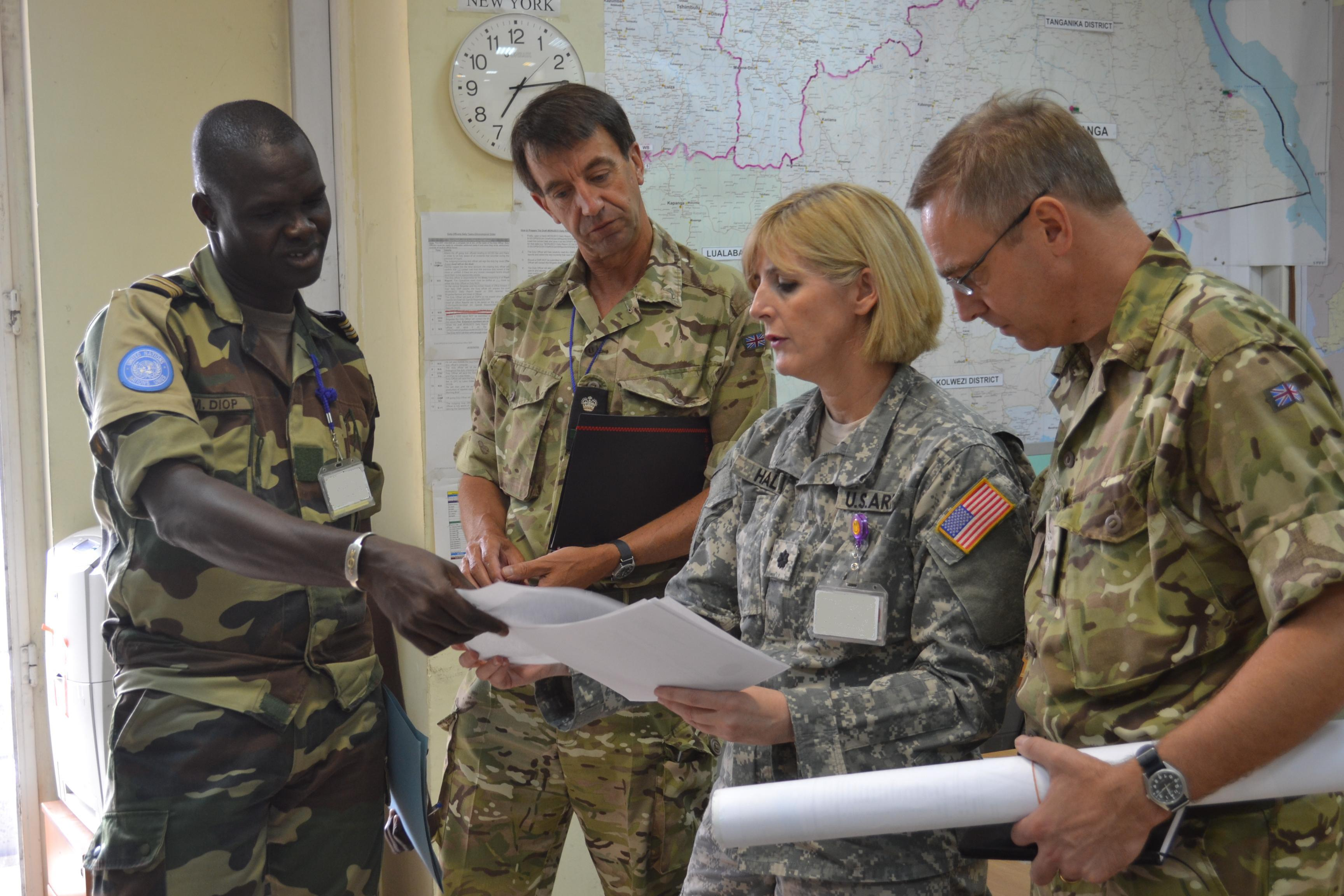
Militares britânicos e estadunidenses em operação na República Democrática do Congo, 2011.

Sob o Comando das Nações Unidas, o Reino Unido participou da Guerra da Coreia de 1950 a 1953. Mais recentemente, o Reino Unido contribuiu para várias missões de paz das Nações Unidas. Na década de 1990, as Forças Armadas britânicas fizeram parte da Força de Proteção das Nações Unidas de 1992 a 1995 que interveio na Guerra da Bósnia. A Resolução 1244 do Conselho de Segurança das Nações Unidas autorizou a Força do Kosovo liderada pela Organização do Tratado do Atlântico Norte a partir de 1999, na qual o Reino Unido desempenhou um papel de liderança desde o início. A intervenção militar britânica na Guerra Civil de Serra Leoa em 2000 apoiou a Missão das Nações Unidas em Serra Leoa. Atuando sob a Resolução 1973 do Conselho de Segurança das Nações Unidas em 2011, o Reino Unido e outros países da OTAN intervieram na Guerra Civil Líbia.
Como o quinto maior provedor de contribuições financeiras para a manutenção da paz das Nações Unidas, o Reino Unido foi responsável por 6,7% do orçamento no triênio 2013–2015. Em setembro de 2015, o Reino Unido contribuiu com 286 soldados e cinco oficiais policiais para missões de paz das Nações Unidas. Em novembro de 1990, o governo britânico havia contribuído com 769.
A Revisão Estratégica de Defesa e Segurança de 2015 incluiu o compromisso de dobrar o número de militares britânicos nas operações de manutenção da paz das Nações Unidas, bem como aumentar o número de especialistas civis e policiais do Reino Unido nas operações de paz e na própria sede da organização.